# 帯広の森
帯広の森（おびひろのもり）は、北海道帯広市・河西郡芽室町にある公園。「生物多様性保全上重要な里地里山」（重要里地里山）、平成5年度「都市景観100選」に選定されている。

## 概要
市街地を囲む森を市民の手で創ろうと、1975年（昭和50年）に計画を策定。都市の発展による郊外への無秩序な延伸（スプロール現象）を防ぎ、都市部と農村部を区分して双方の交流の場としての役割や、公害の抑制、災害防止、生物生息の環境保全などの機能があり、十勝川と札内川を結ぶことによって市街地を包み込むグリーンベルトになっている。公園全体を8ブロックに区分してそれぞれ整備の方向性を示しており、100年計画で森づくりを進めている。現在も帯広市や市民団体などにより植樹や育樹活動を続けている。

## 沿革
1959年（昭和34年）策定の「帯広市総合計画」の中で「近代的田園都市」を提唱し、都市計画の用途地域周辺部に緑地帯を指定するとともに、帯広川河畔の風致地区を存置することを図った。1969年（昭和44年）、当時の帯広市長であった吉村博がオーストリアを訪問した際、ウィーンの森に感銘を受けて構想が具体化。1970年（昭和45年）に「帯広市第2期総合計画策定審議会」を発足し、明治時代からの街の繁栄と引き換えに失われた開拓前の森を再現し、市民に安らぎと潤いを与えて人間社会と自然環境の調和を図るという考えの「帯広の森」構想が発表され、1971年（昭和46年）4月の「第2期帯広市総合計画」において施策が決まった。

### 年表
- 1974年（昭和49年）：都市計画決定（334.6ヘクタール）。
- 1975年（昭和50年）：「帯広の森造成計画」策定。第1回『帯広の森市民植樹祭』開催[7][8]。
- 1977年（昭和52年）：都市計画決定変更（402.2ヘクタール）、芽室町分70ヘクタール（運動施設区）を追加編入して道路2.4ヘクタールを除外[7]、公園全体を8ブロックに区分した造成計画となる[5]。
- 1983年（昭和53年）：都市計画決定変更（402.5ヘクタール）、不整形地整形のため計画変更[7]。
- 1993年（平成05年）：都市計画決定変更（405.6ヘクタール）、道路部分の変更に伴う計画変更。『帯広の森市民育樹祭』開催[9]。
- 1994年（平成06年）：「帯広の森利活用計画」策定[4]。
- 2003年（平成15年）：都市計画決定変更（406.5ヘクタール）、自由が丘地区の緑地0.9ヘクタールを追加編入[7]。
- 2004年（平成16年）：第30回を以って『帯広の森市民植樹祭』終了[9]。
- 2005年（平成17年）：第15回を以って『帯広の森市民育樹祭』終了[9]。
- 2006年（平成18年）：「十勝飛行場の帯広の森づくり計画書」策定[10]。
- 2010年（平成22年）：「十勝飛行場周辺の帯広の森づくり基本設計」策定[10]。森の管理・拠点施設として帯広の森・はぐくーむがオープン[11]。
- 2011年（平成23年）：第62回『北海道植樹祭』開催[12]。

## ブロック

### ブロック1 ふるさとの森（森林区）
- 面積：25.8ヘクタール[13]
- 整備目標：カシワ、ミズナラ、トドマツを主体に構成し、湿性土壌にはヤチダモ、ハンノキを植栽する[14]。
- 隣接施設：帯広の森コミュニティセンター[15]

### ブロック2 自然学校の森（苗圃区）
- 面積：23.9ヘクタール[13]
- 施設：帯広の森・はぐくーむ、吉村博像
- 整備目標：緑化植物園としての機能確保のため北方圏の樹木を主体とした樹種を植栽するが、修景植栽にはシラカンバ、サクラ、ナナカマド、エゾイタヤ（イタヤカエデ）、ヤマモミジ（イロハモミジ）などの開花樹種、広葉樹種を主体に行い、季節を楽しむことのできる植栽とする[14]。

### ブロック3 記念の森（記念植林区）
- 面積：57.4ヘクタール[13]
- 整備目標：トドマツ、アカエゾマツ、サクラ、シラカンバ、ナナカマド、ハルニレを主体とする[14]。
- 隣接施設：陸上自衛隊帯広駐屯地（十勝飛行場）

### ブロック4 スポーツの森（運動施設区）
- 面積：80.0ヘクタール[13]
- 施設：帯広の森運動公園
  - 明治北海道十勝オーバル（帯広の森スピードスケート場）
  - 帯広の森アイスアリーナ
  - 帯広の森第二アイスアリーナ
  - 帯広の森体育館
  - 帯広の森陸上競技場
  - 帯広の森球技場
  - 帯広の森野球場
  - 帯広の森テニスコート
  - 帯広の森市民プール（スインピア）
  - 弓道場・アーチェリー場
  - 帯広の森スポーツセンター
  - 帯広の森運動公園パークゴルフ場
  - 雪中パークゴルフ場
  - ミニスキー場
  - 帯広の森研修センター
- 整備目標：プンゲンストウヒ（コニファー）、ヨーロッパトウヒ（オウシュウトウヒ）、ニオイヒバ、エゾマツ、トドマツなど、常緑針葉樹の純林や混交林として防風効果を期待するとともに、森に包まれた運動施設のイメージを演出する[14]。施設周辺にはモンタナマツ、ツツジ類、メギ属、セイヨウビャクシン（セイヨウネズ）などを植栽し、プロムナード周辺には開花樹による並木を造成する[14]。

### ブロック5 創造の森（森林区）
- 面積：42.9ヘクタール[13]
- 施設：森の交流館・十勝[16]、国際協力機構北海道国際センター（帯広）[17]
- 整備目標：サクラ、シラカンバ、キタコブシ（コブシ）、エゾイタヤ、ヤマモミジ、ナナカマド、カシワ、ミズナラ、ハンノキなどの混交林を斜面に造成する[14]。高台には4ブロックからの延長として常緑針葉樹の純林や混交林を造成する[14]。台地の下はハルニレ、カツラ、ヤチダモなどの純林や混交林とする[14]。
- 隣接施設：都市農村交流センター（サラダ館）（展望レストラン）、市民農園[18]

### ブロック6 レクリエーションの森（森林区）
- 面積：75.1ヘクタール[13]
- 整備目標：斜面は5ブロックからの連続性を考慮して同一樹種で構成[14]。高台も連続性を考慮しトドマツ、エゾマツ、ヨーロッパトウヒ、プンゲンストウヒなど針葉樹の純林や混交林を造成し、台地の下は湿性土壌のためヤチダモ、ハンノキ、カツラ、ハルニレを主体とする[14]。
- 隣接施設：北海道帯広南商業高等学校、帯広市立森の里小学校、帯広市立緑園中学校

### ブロック7 ふるさとの森（森林区）
- 面積：58.0ヘクタール[13]
- 整備目標：帯広川を境に東側は湿性植林地としヤチダモ、ヤナギ、ハルニレ、ハンノキ、カツラなどを植栽する[14]。西側はカシワ、ミズナラ、シラカンバを主体に構成し、スモモ、オニグルミ、エゾノコリンゴ（リンゴ）、アズキナシ、サルナシ、ヤマブドウを点植する[14]。またスズラン、ワラビが自生する環境整備に努める[14]。
- 隣接施設：つつじが丘霊園

### ブロック8 ふるさとの森（森林区）
- 面積：43.4ヘクタール[13]
- 整備目標：ブロック7とともに高台にはスモモ、オニグルミ、ヤマグワ（クワ）、エゾノコリンゴ、アズキナシ、サルナシ、ヤマブドウを主体にカシワ、ナナカマド、シラカンバ、サクラを植栽する[14]。台地の下にはアカエゾマツ、ヤチダモ、ハルニレ、ハンノキ、ミズナラ、カツラを植栽する[14]。

## 森づくりガイドライン
市民協働による森づくりを推進し、人と自然が共存する森を良好に管理していくため「帯広の森 森づくりガイドライン」を策定し、2015年（平成27年）4月1日から施行した。これは、森の現状を踏まえて区分した森林タイプごとに管理の指針を示すことにより、森の育成管理方法の確立や適正な育成方法を実施し、市民協働の森づくりへの理解向上を促すために策定した。また、100年の森づくりを4つの森のステージに区分しており、これらの森のタイプやステージ区分は「帯広の森利活用計画」を踏襲している。

### 3つの森林タイプ
1. 原生的自然の森
森林の保全を重視し原生的な森林の再生を図るとともに、残存する自然植生を保全し必要最小限の維持管理で自然に更新していく郷土の森を目指す[20]。
2. 森
生物多様性の保全を重視しながら、場所に応じて利用者の快適性や安全確保に配慮するなど、自然度の高い森林の保全と利用者が森林に親しむ利活用との両方に資する郷土の森を目指す[20]。
3. 散開林
森の連続性を維持しつつ人々が森林に親しむことができる明るい景観づくりを意識するほか、快適で多様な利活用に資することができる郷土の森を目指す[20]。

### 4つの森のステージ
1. 植樹期
2. 育林期
3. 森林形成期
4. 成熟期

## 市民参加の森づくり

### 帯広の森ファンクラブ
帯広の森の拠点施設である帯広の森・はぐくーむでは、森の作業や行事などのために個人ボランティアを募集している。

### 市民団体
帯広市の「市民団体による帯広の森づくり活動の促進及び支援に関する要綱」により、年間を通じて森づくり活動に取り組む市民団体が複数ある。森づくり活動とは、植樹または育樹などを目的とした活動（苗木の育成、間伐、草刈など）や、それらの活動に伴って発生した木材など活用（腐葉土、ほだ木、散策路、ベンチづくりなど）を目的とした活動を指している。

### 森の少年隊
自然の大切さを楽しく学び、健全な身体と人格を形成することを目的に帯広市が1977年（昭和52年）に創設。市内の小学校5、6年生で構成されている。帯広の森以外でも河川緑化活動、自然学習、共同生活体験などを展開しており、毎年2〜3月に新規隊員の募集を行い、市が支援している。

### 帯広の森づくり協議会
帯広の森で森づくり活動を行う市民、森づくりへの関与が深い市民、帯広の森に関する業務を受託している事業者と帯広市で構成。今後の森づくりの方向性などについて検討、意見交換、連絡調整などを行っている。

## 参考資料
- “帯広の森 森づくりガイドライン” (PDF).   帯広市 (2015年3月). 2015年5月11日閲覧。
- “市民参加の森づくり 〜帯広の森について〜” (PDF).   帯広市. 2015年5月11日閲覧。
- “十勝飛行場周辺の帯広の森づくり計画書” (PDF).   帯広市 (2006年11月15日). 2015年5月11日閲覧。